# William Finnemann
Wilhelm puis William Finnemann, né le 18 décembre 1882 à Soest en Allemagne, tué le 26 octobre 1942 aux Philippines, est un prêtre et évêque philippin d'origine allemande. 
Prêtre de la Société du Verbe divin, naturalisé philippin, il passe près de trente ans aux Philippines, où il devient évêque auxiliaire de Manille et vicaire apostolique de Calapan. 
Comme évêque, il résiste à l'occupation japonaise en protégeant la population, en dénonçant publiquement les abus, en s'opposant à la maltraitance des femmes et des filles par les soldats, en refusant de livrer un couvent de femmes.
Il est martyrisé par les Japonais qui le jettent à la mer près de l'île Verde au large de la ville de Batangas, dans la province du même nom. Sa cause en béatification est en cours.

## Biographie

### Jeunesse
Wilhelm Finneman naît en 1882 à Büninghausen près de Soest, en Rhénanie du Nord-Westphalie en Allemagne. Il est le fils de Bernhard et Elizabeth Nasse. Wilhelm est le deuxième d'une famille de quatorze enfants. Il apprend la cordonnerie auprès de son oncle pour subvenir aux dépenses de la famille.

### Formation
Le curé de Hultrop, Bernhard Köper, l'invite à étudier dans une école publique catholique, où il est un bon élève,.
Wilhelm Finnemann désire entrer dans les ordres et œuvrer pour les missions. Il écrit à divers ordres religieux missionnaires pour demander à être admis. Arnold Janssen, le fondateur de la Société du Verbe Divin, lui répond favorablement. Avec la permission de ses parents et une lettre de recommandation du curé Bernhard Köper, Wilhelm Finnemann entre au séminaire en avril 1900. Bernhard Köper propose généreusement de couvrir les frais. Wilhelm Finnemann est ordonné prêtre le 1er octobre 1911.

### Prêtre aux Philippines
L'année suivante, en 1912, Wilhelm Finnemann arrive aux Philippines. Il est affecté dans la province d'Abra, sur l'île de Luçon, dans le nord des Philippines. Il s'occupe pendant cinq ans de fonder des paroisses, de construire des écoles, et de la pastorale : prédications, catéchèse, sacrements. Il devient Philippin par naturalisation. Avec le déclenchement de la Première Guerre mondiale, en 1918, il est placé en détention préventive par les Américains et emmené aux États-Unis, où il reste quelques années au séminaire de la mission St. Mary de la Société à Techny, dans l'Illinois,. Il est nommé professeur de latin et de grec de 1920 à 1922. Il retourne ensuite à Abra aux Philippines ; il est nommé de 1923 à 1926 procureur de la Société du Verbe Divin dans les îles Philippines. Il devient en 1926 curé de la nouvelle paroisse d'Espiritu Santo (paroisse du Saint-Esprit, et futur sanctuaire archidiocésain d'Espiritu Santo) qui est placée sous l'administration de son ordre, la Société du Verbe Divin.

### Évêque
William Finneman est nommé en 1929 évêque auxiliaire de Manille ; il préside le premier Congrès eucharistique national des Philippines. William Finnemann devient également Vicaire général de la Curia Eclesiastica et Administrateur d'Obras Pias au palais de l'Archevêché. Il est nommé en 1936 préfet apostolique de Mindoro (devenu ensuite le vicariat apostolique de Calapan), ; il rentre chez lui à Hultrop pour une brève visite.

### Résistant, martyr
Pendant l'occupation japonaise des Philippines lors de la Seconde Guerre mondiale, l'évêque William Finnemann dénonce publiquement les actes arbitraires des soldats japonais contre la population civile et résiste vigoureusement contre l'occupation des biens de l'Église. Il refuse que les femmes et les filles soient maltraitées par les soldats japonais. William Finnemann est fréquemment arrêté et soumis à des passages à tabac. Il s'oppose aux projets qui lui sont soumis pour s'échapper, en affirmant qu'un berger ne peut pas abandonner son troupeau.
Il est embarqué le 26 octobre 1942 à bord d'un bateau militaire, sous le prétexte d'être transféré à Manille pour être jugé en cour martiale. L’évêque est conscient qu’il ne survivra probablement pas. Une fois dans les eaux profondes entre Calapan et Batangas, il est ligoté et jeté par-dessus bord parce qu'il refuse de livrer à l'armée japonaise un couvent des Sœurs du Saint-Esprit pour en faire une maison close.

## Cause en béatification
La cause en béatification de William Finnemann est ouverte et suit son cours. Le 7 décembre 1999, il est déclaré Serviteur de Dieu.

## Postérité
Un parc est nommé Mgr William J. Finnemann, SVD Memorial Plaza  à Calapan dans la province du Mindoro oriental, aux Philippines.